# Île de la Passe (Peros Banhos)
Île de la Passe je otok atola Peros Banhos u otočju Chagos Britanskog teritorija Indijskog oceana. Od susjednog otoka Moresby je odvojen samo plitkim prolazom, širokim oko 50 metara.